# Linda Lanzillotta
Linda Lanzillotta (ur. 7 września 1948 w Cassano all’Ionio) – włoska polityk, samorządowiec, była minister, parlamentarzystka.

## Życiorys
W młodości była zaangażowana w działalność maoistycznego ugrupowania komunistycznego. Ukończyła studia z zakresu literatury, od 1970 do 1982 pracowała jako urzędnik w Ministerstwie Bilansu i Programu Gospodarczego. Przystąpiła do Włoskiej Partii Socjalistycznej, pracowała w administracji jej frakcji parlamentarnej.
Od 1993 do 1999 pełniła funkcję asesora ds. finansowych we władzach miejskich Rzymu. Była następnie szefową gabinetu ministra skarbu Giuliana Amato, a następnie jego sekretarzem, gdy sprawował urząd premiera.
W 2006 po raz pierwszy została wybrana do Izby Deputowanych XV kadencji z ramienia Drzewa Oliwnego (jako przedstawicielka partii Margherita). Od 17 maja 2006 do 8 maja 2008 była ministrem ds. regionalnych w rządzie Romano Prodiego. W 2007 przystąpiła ze swoim ugrupowaniem do Partii Demokratycznej. W przedterminowych wyborach w 2008 uzyskała reelekcję na XVI kadencję. W 2009 poparła Francesca Rutelliego, przechodząc do założonego przez niego Sojuszu dla Włoch. W 2013 z ramienia koalicji Z Montim dla Włoch została wybrana do Senatu XVII kadencji. W 2015 powróciła do Partii Demokratycznej.
Żona Franca Bassaniniego.